# USS Chancellorsville (CG-62)
USS Chancellorsville (CG-62) šesnaesta je raketna krstarica klase Ticonderoga u službi američke ratne mornarice.

## Vanjske poveznice
- chancellorsville.navy.mil[neaktivna poveznica]